# Гелена Вондрачкова
Гелена Вондрачкова (чеськ. Helena Vondráčková; народилася 24 червня 1947, Прага , Чехословаччина) — чехословацька співачка і актриса.

## Життєпис
З дитинства займалася грою на фортепіано. Широку популярність в Чехословаччині Гелена Вондрачкова отримала після перемоги в музичному конкурсі молодих талантів у 1964 році. Після перемоги в конкурсі випустила свій перший запис — пісню «Červená řeka», чеський переклад американської «Red River Valley».
Неодноразово брала участь у міжнародних музичних конкурсах. У 1977 році перемогла на фестивалі пісні в польському Сопоті .
З 1968 по 1970 роки Гелена Вондрачкова виступала у складі тріо «Золоті діти» разом з Мартою Кубішевой та Вацлавом Нецкаржем.
Неодноразово з'являлася на радянському телебаченні, в тому числі на Блакитному вогнику 8 березня 1983 року.
У 1993 році зайняла 5-е місце на фестивалі пісні в польському Сопоті, виконавши пісню «Golden Kids»
У 2000 році Гелена Вондрачкова знову перемогла на престижному Міжнародному фестивалі пісні в Сопоті з піснею «Veselé Vánoce a šťastný nový rok».
Навесні 2012 року в Чехії та Словаччині відбулися концерти на честь 65-річчя співачки.
Гелена Вондрачкова співпрацює з російськими виконавцями, зокрема, з ансамблем пісні і танцю Російської армії імені О. В. Александорова.
Чеська актриса і співачка Люсія Вондрачкова є племінницею Гелени Вондрачкової.